# Entreprise Huard
Pour les articles homonymes, voir Huard.
L'Entreprise Huard, est une entreprise française de construction de matériel agricole, notamment de la charrue brabant, située à Châteaubriant en Loire-Atlantique.
En difficulté en 1987, elle est rachetée par l'entreprise Kuhn qui poursuit l'activité à Châteaubriant sous le nom de « Kuhn-Huard sa » jusqu'en 2000. Depuis cette entreprise (Kuhn-Huard SAS) commercialise ses machines sous la marque Kuhn.

## Histoire

### Atelier Huard (1863-1871)
En 1862, Jean-François Huard, originaire de Fercé où il a appris le métier d'amoulageur avec son père et son oncle, a 24 ans lorsqu'il épouse Victorine Lefeuvre, le 21 juillet à Châteaubriant. L'année suivante, en 1863, il s'installe à son compte dans l'atelier et la maison que le couple a fait construire rue Puebla à proximité de la mairie. Il y pratique les activités liées à son métier, qui consiste à construire, entretenir et réparer les éléments de la mécanique en bois du fonctionnement des moulins à vent. Il y a rapidement trop de travail pour un homme seul, en 1866 trois ouvriers l'ont rejoint.
L'activité ayant progressé, au point de saturer l'espace disponible dans l'atelier, Jean-François, avec son frère Ferdinand qui est menuisier, achètent 7 000 francs, le 16 septembre 1868, un vaste terrain dit « champ de la Croix » en bordure de la voie menant à Fercé. Les deux frères ne vont pas profiter longtemps de leur association car Ferdinand meurt, en lui ayant légué tous ses biens, le 20 août 1870. Jean-François et Victorine, y font construire une nouvelle maison d'habitation avec un atelier nettement plus grand qu'il équipe d'une machine à vapeur fixe et autres outils nécessaires à ses nouvelles fabrications qui sont notamment « des batteuses à manège, des pressoirs et des moulins à pommes ».

### Société Huard et Dupré (1872-1886)
En 1872, Jean-François Huard, confronté au problème d'avoir des travaux à faire en atelier et en extérieur pour les moulins, s'associe avec Joseph Dupré, de Nantes, pour constituer en janvier une société de « constructeurs-mécaniciens ». Le couple Huard partage la maison d'habitation avec leur associé et son épouse. La société propose en complément des activités d'origine : la construction et la réparation de machines à vapeur fixes ou locomobiles et pour tout outillage concernant l'industrie et l'agriculture. Les associés organisent l'atelier avec deux secteurs d'activités, menuiserie et forge. Les clients sont principalement trouvés dans un rayon d'environ 20 kilomètres autour de Châteaubriant, distance qui est celle pouvant être parcourue régulièrement par des tournées à cheval. Néanmoins quelques clients sont situés dans des zones plus éloignées, autour de Bain ou de Saint-Gildas.

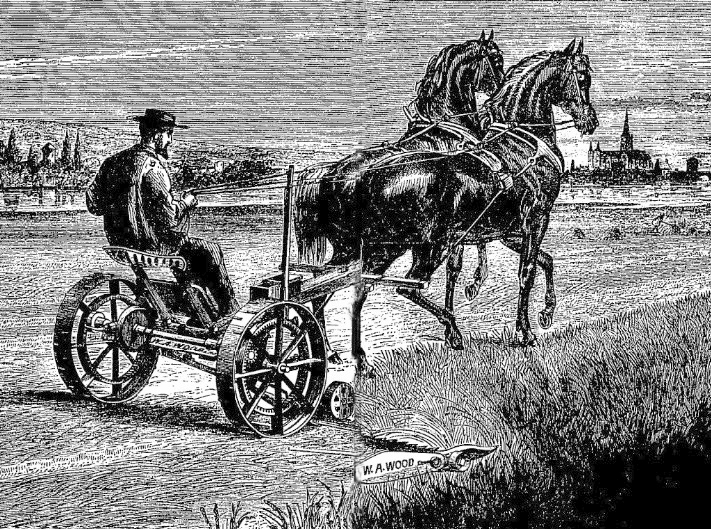
Faucheuse Wood, TH. Pilter 1878.
Également disponible pour un cheval.

Le travail dans l'atelier comporte deux activités liées, la menuiserie et la forge, la plus grande masse d'opérations concerne la fabrication, l'entretien et la réparation de tout ce qu'utilisent régulièrement les cultivateurs de la région pour leurs travaux, c'est-à-dire, principalement de modestes outils et petites machines. La fabrication de machines plus importantes est rare. Pour son activité, l'atelier fournitt de l'emploi à sept ou dix ouvriers. L'entreprise cherche également à être concessionnaire du matériel moderne proposé par de grands fabricants, en 1878-79, Jean-François Huard réussit à vendre à ses clients une trentaine de faucheuses tractées « Wood-Pilter », outillage à la pointe de l'innovation. Mais en 1880 il n'en vend plus qu'une car les cultivateurs qui en avaient acheté l'année précédente n'ont pas su les utiliser et les ont abandonnées. La mécanisation n'est pas encore entrée dans les habitudes du monde agricole de la région.
En 1886, l'entreprise est mise en péril par un évènement imprévu. Le 26 novembre, Joseph Dupré meurt et l'inventaire après décès, réalisé en décembre, fait ressortir que le couple Huard doit, à la veuve, « un peu plus de 9 000 francs », l'équivalent financier de l'ensemble « des outils, des machines et du matériel inventorié ».

### Société Huard (1886-1899)
Désespérés Jean-François et Victorine sont prêts à arrêter et partir travailler à Paris. Mais leurs proches les encouragent à persévérer et à faire revenir leur fils ainé Jules parti travailler à Paris dans la société Thirion et Bonnet, fabricant de pompes, après avoir fait son apprentissage dans l'entreprise de ses parents. Le couple prend finalement la décision de poursuivre son activité et d'envoyer François leur fils cadet en apprentissage de menuiserie. En 1889, après deux années difficiles financièrement, Jean-François réussit à convaincre son fils Jules de revenir à Châteaubriant, en acceptant de lui confier la « direction effective de l'atelier ».
Les difficultés financières s'estompent petit à petit. Jean-François présente, en 1891, une charrue brabant de l'entreprise Bajac lors du comice agricole de l'arrondissement, il reçoit la médaille d'argent mais cette innovation, déjà entrée dans la pratique dans d'autres régions françaises, est présentée encore un peu trop tôt pour le pays de Châteaubriant. Pourtant cela commence à changer, car au même moment l'entreprise se remet à vendre des faucheuses. En 1892, Jules Huard épouse Victorine Camus le 4 juillet, ses parents, qui possèdent un établissement hôtelier dans la ville sont des gens aisés, ce qui financièrement lui rend la vie un peu plus facile.
Puis les ventes de faucheuses augmentent fortement en 1894-95 et l'entreprise se met à faire des bénéfices. Cette tendance d'ouverture au machinisme est renforcée par l'affirmation du rôle de la ville comme un centre important des échanges dans le domaine agricole. Jules Huard accompagne et réagit à ce mouvement en augmentant son offre par la création de produits nouveaux comme les tarares et les hache-paille, et par le biais de concessions auprès des grands fabricants, entre autres : « Mac Cormick, Pilter, Puzenat, Bajac et Barot ». Il fait connaître cela en utilisant une publicité, basée sur une « première image de marque de l'entreprise », et diffusée  par Le Journal de Châteaubriant et le Courrier de Châteaubriant, les deux publications de la presse locale. À partir de 1897 il voit arriver en renfort son frère François qui entre dans la société après avoir suivi une formation de bon niveau en menuiserie à Nantes et à Rennes. Les bénéfices passent, de 6 % en 1895, à 21 % en 1898, et pendant cette période de quatre années le capital de la société augmente de 54%.

### Société Huard Frères (1899-1920)

#### De l'atelier à l'usine

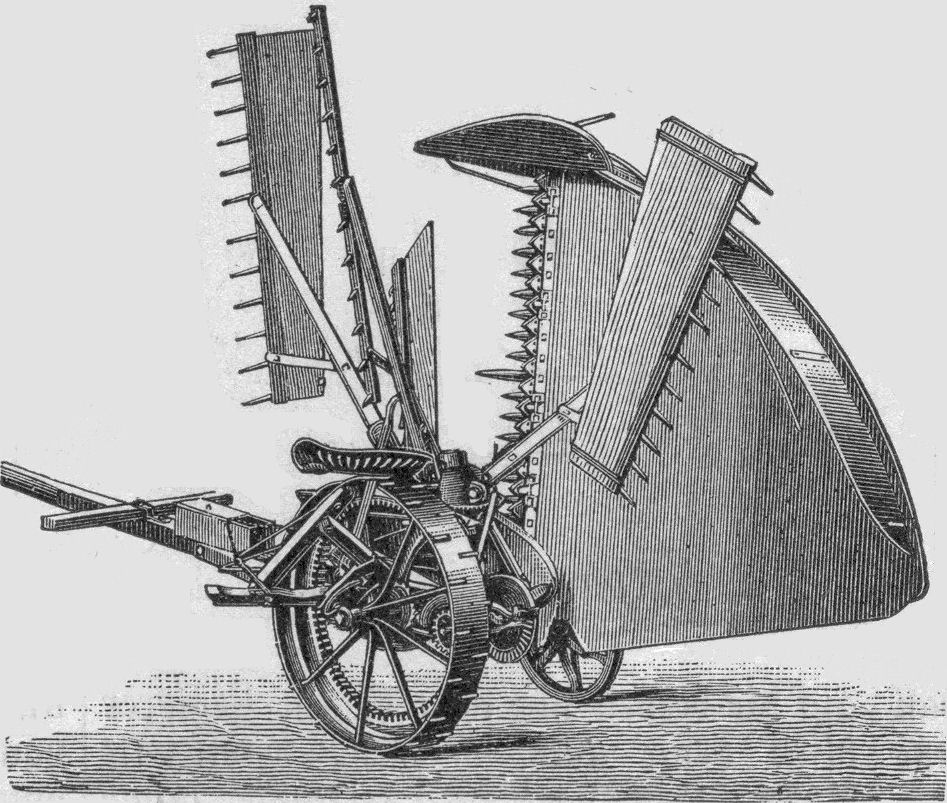
Faucheuse-moissonneuse Mac Cormick de 1889.

Le 18 novembre 1898, Jean-François Huard transfère son fonds à ses garçons Jules et François, qui fondent le 1er janvier 1899 la société « Huard Frères ». Dans ses statuts il est notamment spécifié : « cette société a pour but la construction, l'achat et la vente des machines et appareils agricoles et industriels, et d'une façon générale tout ce qui concerne la mécanique ». Le fondateur décède le 2 février 1899, puis Jules et François font des travaux pour agrandir l'atelier. À cette époque les membres de la famille ont des tâches précises : Jules gère les activités fonderie et forge ainsi que les moteurs et les combustibles ; son épouse Victorine est responsable du secteur commercial ; François gère tout ce qui concerne la menuiserie ; sa femme s'occupe de la comptabilité. Les produits « maison » sont toujours proposés, mais l'activité de concessionnaire a progressé de manière importante, le matériel proposé s'enrichit des nouveaux modèles et des innovations. On y trouve entre autres : faucheuse-moissonneuse, faneuse, rouleau, baratte, des marques Mac Cormick, Puzenat et Simon. L'atelier est équipé de nouvelles machines-outils.
À l'avènement du XXe siècle, François se spécialise dans les semoirs et c'est Jules qui donne l'orientation générale, « il faut identifier les besoins, voire les susciter avec des outils simples, solides, d'utilisation facile, ne nécessitant pas ou peu de réparations et à des prix abordables ». Pour assumer son objectif tout en développant la vente de machines innovantes, Jules Huard va en 1900, par deux fois à Paris pour visiter les stands à l'Exposition universelle. Pour renforcer son observation sur la charrue brabant. Il se rend dans les ateliers des principaux fabricants « Bajac, Magnier-Bedu, Amiot et Bariat », car si cette charrue n'est pas une nouveauté il prévoit une fabrication en grand. Notamment du fait qu'il n'a pas réellement de concurrence à Châteaubriant et que la tendance est à une demande forte car les cultivateurs locaux doivent rattraper le retard pris dans le domaine du machinisme.

#### Un outil industriel duXXesiècle

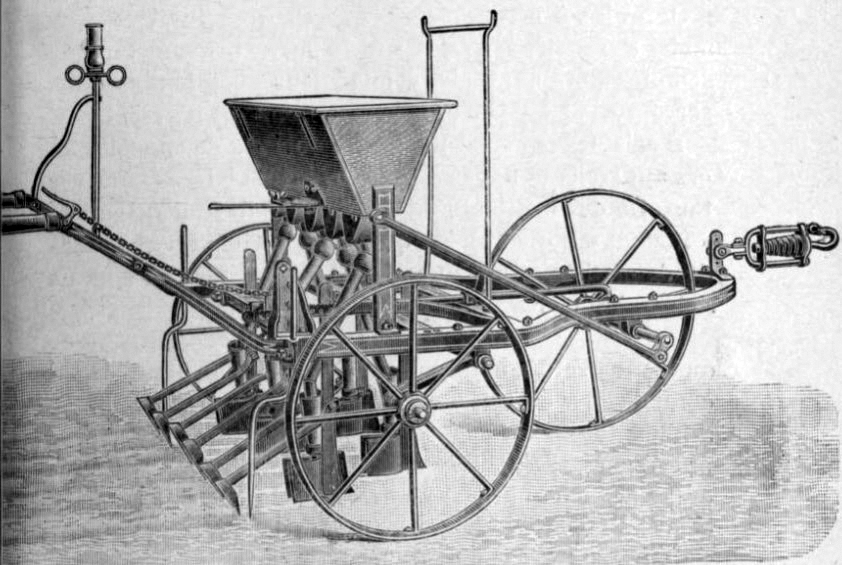
Semoir Huart Le Pratique.

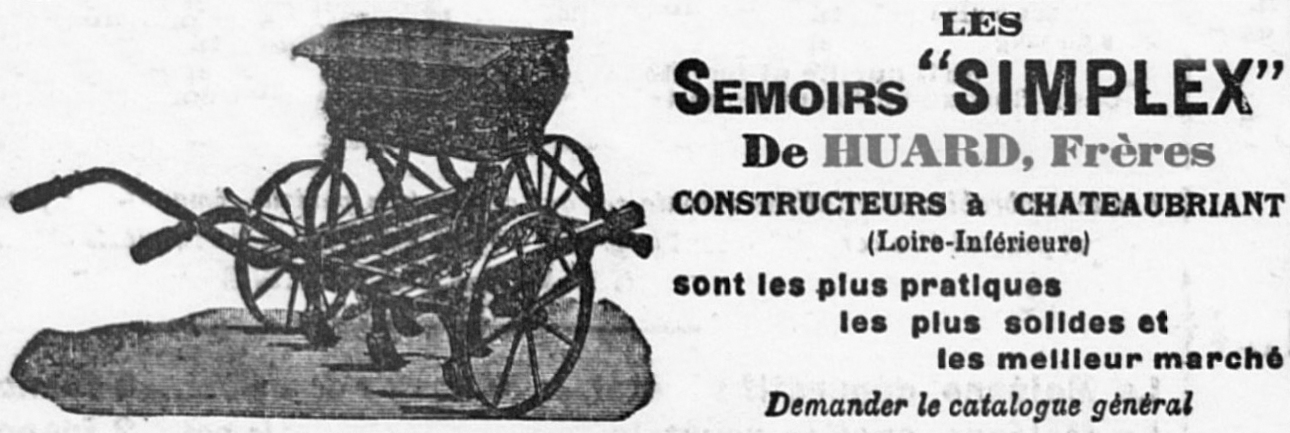
Publicité dans Ouest-Éclair en 1904.

Toujours en 1900 sont construites les premières charrues à brabant, simple et double, et le semoir « Le Pratique ». Le premier catalogue des produits de l'entreprise sort l'année suivante (1901). Les particularités innovantes de ces outils sont notamment l'utilisation de l'« acier trempé de premier choix » et un système de réglage de la profondeur du labour breveté par l'entreprise ; pour le reste Jules Huard, en comparant sa production avec la concurrence, dit « il y a de très nombreux points de détail qui constituent la supériorité de la charrue Huard sur les instruments similaires ». En 1904, d'autres nouveaux produits sortent, le semoir « Simplex », et de nouvelles batteuses-vanneuses. Cette même année Jules Huard est élu maire de Châteaubriant.

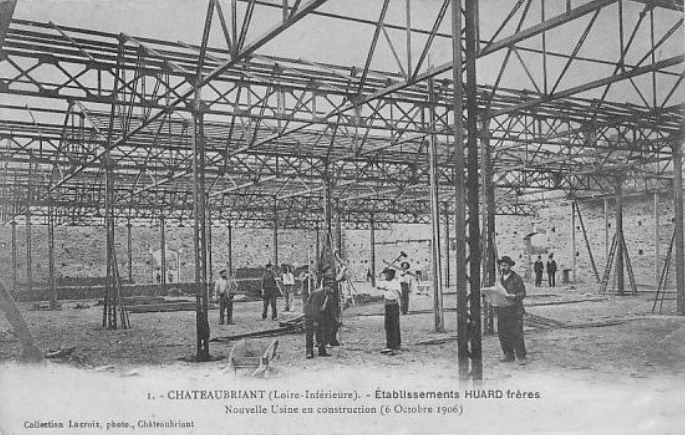
L'usine en construction,
le 6 octobre 1906.

Six ans après le lancement des nouvelles productions, en 1906, l'entreprise emploie environ 60 ouvriers dans son atelier et le nombre de machines produites est de « 2 000 charrues, 200 semoirs et 120 machines à battre ». Mais ce développement rapide sature déjà les espaces disponibles dans l'atelier et sur le terrain attenant qui par ailleurs n'est pas idéalement situé. Jules Huard a déjà anticipé le problème, en 1905, en s'étant porté acquéreur de plusieurs terrains, proches de la ligne de chemin de fer desservant la gare, qui présentent l'intérêt de pouvoir être reliés à la voie ferrée, par un embranchement particulier. Le chantier de construction débute après la pose de la première pierre le 1er août. Construite en charpente métallique, l'usine dite « du Rollard », est constituée de sept travées. Les forges sont installées dans la partie centrale plus haute. L'investissement ne se limite pas au bâtiment il est également : l'occasion de s'équiper de nouveaux outils de production, notamment « machine à vapeur, marteau-pilon, presse et four » ; et d'y installer un bureau d'études. Elle est mise en service le 15 janvier 1907. Dès l'ouverture et les années suivantes, l'usine est organisée rationnellement, pour abaisser les coûts tout en améliorant la qualité, pour permettre une pratique de prix concurrentiels. Un dessinateur ingénieur est embauché, des pièces sont fabriquées en série et stockées, cela permet pour les charrues de proposer des socs et des versoirs de formes et poids différents adaptés à tous les modèles. De nouveaux aciers sont élaborés pour rendre encore plus fiables les pièces les plus exposées à un risque de casse.

Charrues du catalogue Huard Frères 1911
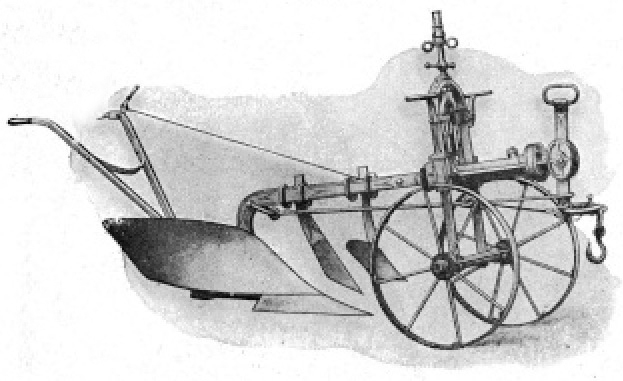
Brabant simple.
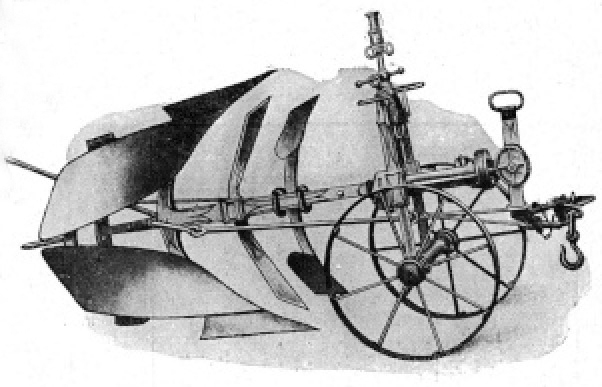
Brabant double type B.
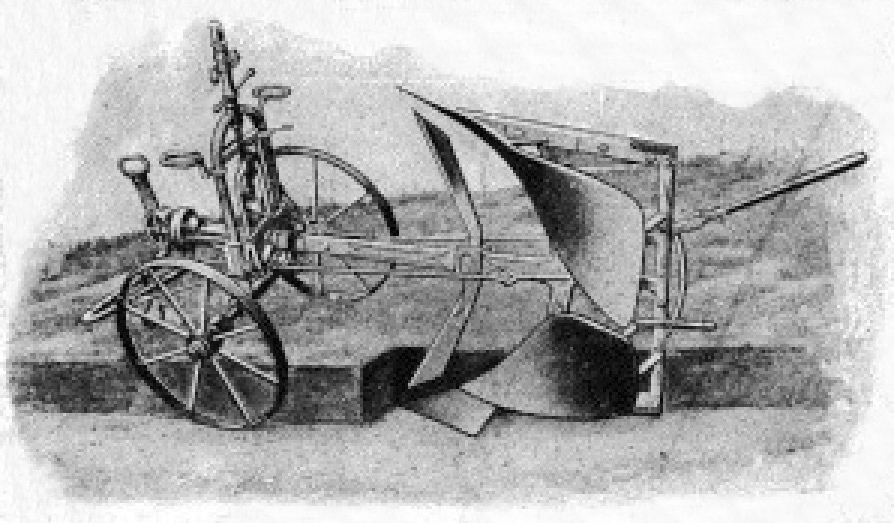
Au travail.

Après avoir assuré une bonne implantation de sa marque dans l'Ouest, Jules veut conquérir le marché français. En 1909, il fait entrer Louis Désormeaux, qui a un lointain lien familial avec Huard, comme associé chargé du secteur commercial. L'entreprise va faire un important effort financier en faisant réaliser ses affiches et catalogues, distribués sur toute la France, par des artistes et des imprimeurs reconnus. L'entreprise assure également une présence dans nombre de foires et salons éloignés de ses bases. Le style est celui de slogans chocs répétés comme notamment pour les charrues où est utilisé « Burzudus Eo ! » que Jules Huard traduit, à sa manière, en français par « Elle est merveilleuse ! ». En 1910, de nouveaux semoirs sont ajoutés au catalogue à côté des charrues qui prennent de plus en plus d'importance au fil des années. Un nouvel agrandissement important de l'usine, débuté en 1908, s'achève en 1911. Il comprend une dizaine de travées supplémentaires et d'autres petits bâtiments.

Illustrations catalogue et affiche Huard Frères (1910-1911)
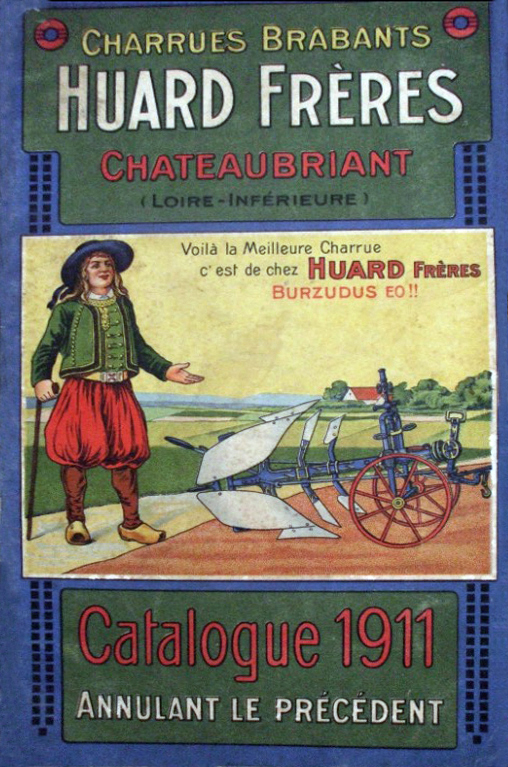
Catalogue.
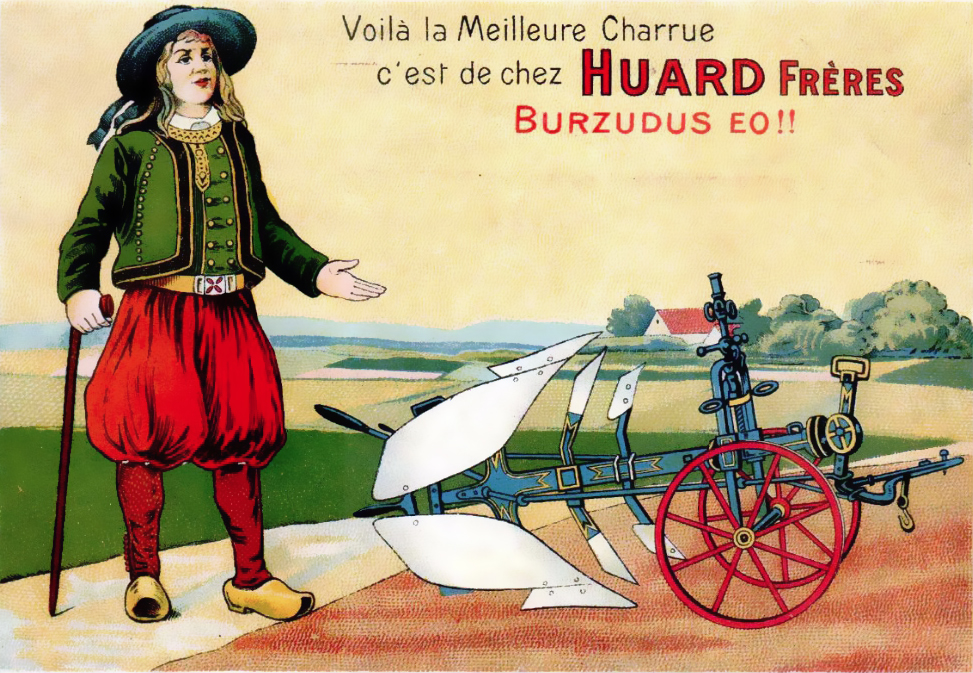
Détail couv. catalogue.
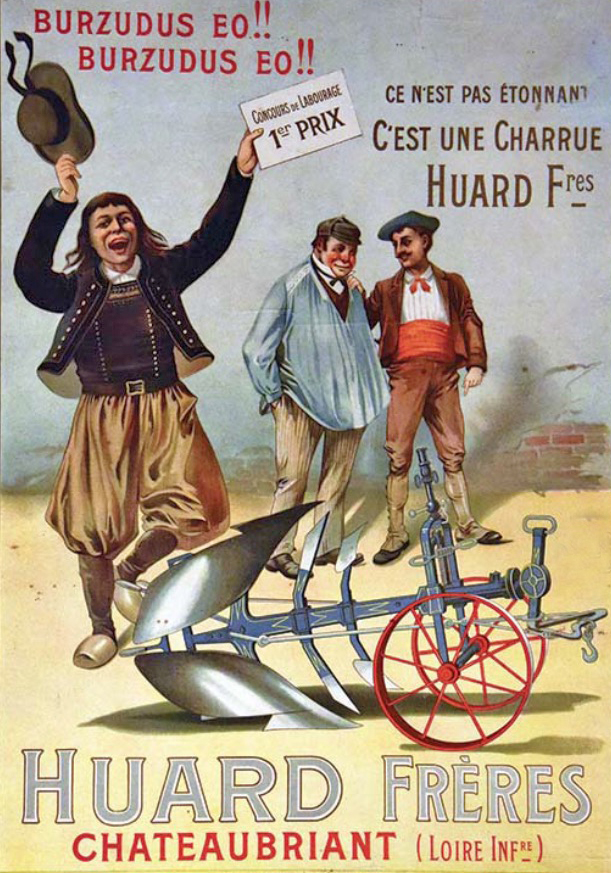
Affiche.

En 1913, la société, qui dispose d'environ 140 salariés sur son site de Châteaubriant, a une production annuelle de 5 000 charrues et 540 semoirs pour la traction animale. Huard est à la première place des producteurs de charrues sur le marché français. Au début de l'année 1914, la durée de vie de la société Huard Frères est renouvelée.

#### Huard pendant la «Grande Guerre»
Le 1er août 1914 le tocsin retentit vers 16 heures à Châteaubriant, comme partout en France, pour annoncer l'ordre de mobilisation générale. Des salariés hommes de l'usine Huard vont partir pour rejoindre leur régiment. Dans les derniers mois de l'année, la production de l'usine est presque totalement à l'arrêt. L'entreprise Huard Frères répond aux « commandes de guerre » et dans ce cadre débutent, en 1915, des fabrications : de matériels d'équipement, notamment des « essieux en ferrures » pour du matériel roulant de l'armée comme des wagons et des voitures utilisées pour les services de santé et le transport des munitions ; et de matériel d'armement, comme des éléments utilisés pour la fabrication de canons de 75.

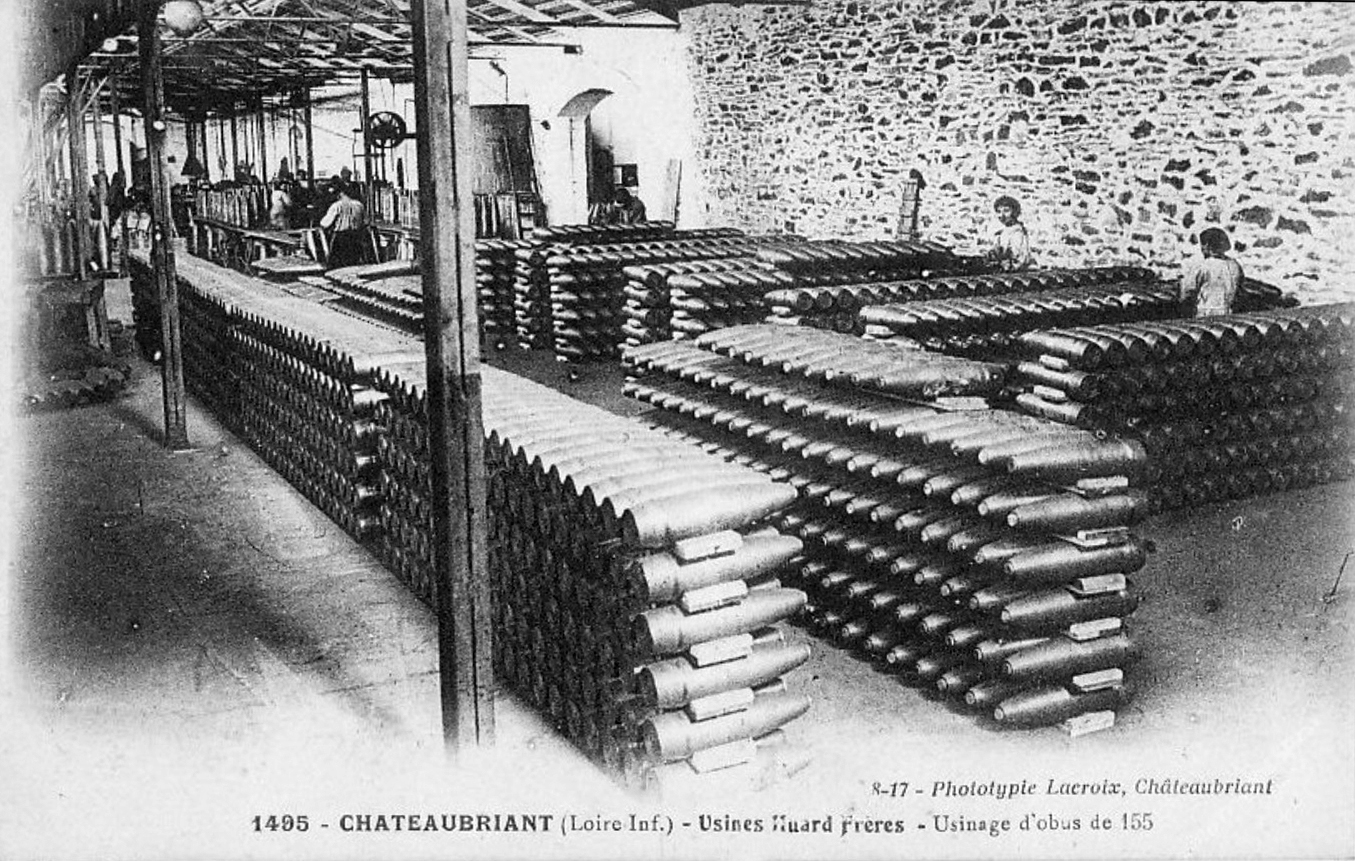
Usinage obus de 155 dans l'usine Huard (vers 1917).

Pour faire face aux commandes d'obus, dont des obus de 155, Jules Huard fait construire un nouvel atelier (une travée) pour mettre en place des tours et équipe les ateliers existants avec de nouvelles machines-outils achetées en particulier aux Américains, entre autres des marteaux et des presses. Les résultats financiers sont importants en 1916, le bénéfice avant impôts et de 471 450 francs, soit 25 % du chiffre d'affaires de l'année. En 1917, l'usine est équipée de son premier four à traitement thermique et en février 1918 de son premier moteur diesel. La production d'économie de guerre se poursuit et elle inclut également des commandes réalisées après la fin du conflit, notamment une commande de l'État de 2 000 charrues pour les zones sinistrées par les combats.
Après la guerre Jules Huard poursuit la modernisation de l'usine avec l'achat d'un deuxième moteur diesel, en février 1919, mettant fin à l'utilisation de la machine à vapeur. L'après-guerre, c'est également, en France, une période de revendication salariale. Le 2 juin une grève débute dans l'usine, à l'initiative de Jean Grégoire, du Syndicat des métallurgistes de Châteaubriant, responsable de la menuiserie. Jules Huard refuse une négociation de la grille des salaires et réagit durement face à ce conflit qu'il pense dû à la CGT dont Jean Grégoire est proche. La grève est longue et dure, ce n'est que le 30 juin qu'une médiation permet son arrêt.
L'investissement reprend avec l'achat, en 1920, d'un marteau Erié à 260 000 francs. Par ailleurs elle dispose d'un « laboratoire de traitement thermique ». En décembre 1920, François Huard quitte l'entreprise et la société Huard Frère est dissoute.

### Société en nom collectif: J. Huard & Cie (1921-1932)

#### Vers un nouveau marché
En 1921, Jules Huard remplace Huard Frères par la société en nom collectif J. Huard & Cie. Le capital social est apporté, à 91 % par Jules Huard, et 8 % par Louis Désormeaux qui a pour tâche la direction commerciale. Constituée le 13 janvier, cette société prend effet au 1er janvier.
Durant cette période, d'après guerre, de fort développement du machinisme dans les campagnes, l’entreprise s’organise pour étendre sa zone d’implantation qui était jusqu’alors principalement établie dans le grand ouest de la France. Un objectif va être de conquérir le marché de la charrue dans les grandes plaines agricoles du Bassin parisien notamment en Beauce et en Picardie. Dans ce but, l'entreprise poursuit sa pratique commerciale, mise en place avant 1914, en implantant des « dépôts régionaux » qui sous la direction d'un « voyageur » permettent la prospection d'une zone géographique et l'ouverture de petits dépôts concessionnaires revendeurs de représentants indépendants.

#### Innovation: un age estampé, nervuré et thermiqué

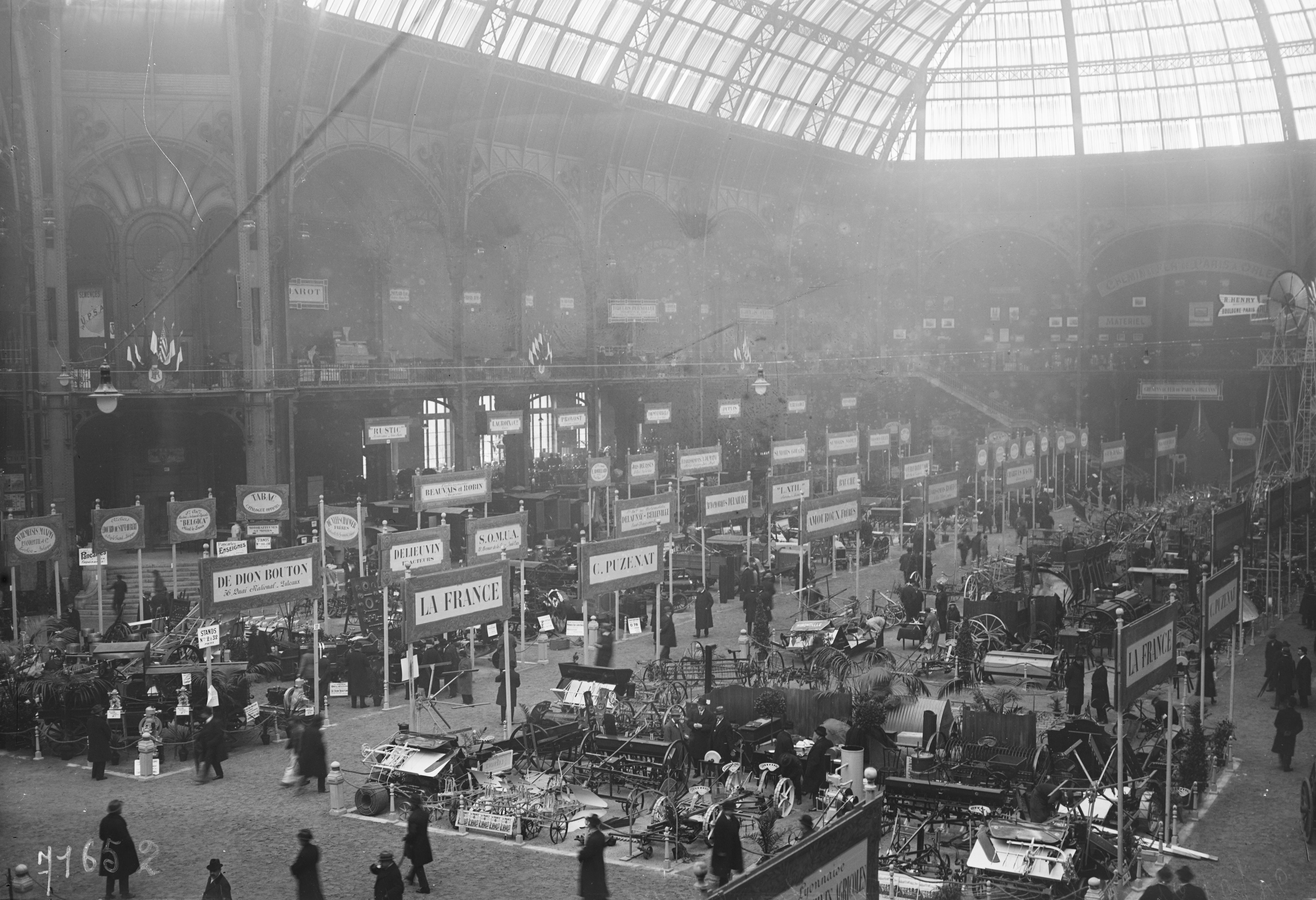
Salon de la machine agricole au Grand-Palais en 1922.

Huard  doit résoudre un problème technologique : les cultivateurs des régions dévastées dans le nord de la France, qui ont reçu les charrues livrées à l'État pour être distribuées, ne sont pas satisfaits de ces outils. Ce problème vient du fait que dans ces plaines céréalières ils ont l'habitude d'utiliser les charrues du belge Melotte qui ont un avant-train très différent. Jules Huard se met au travail et le 6 septembre 1921 il dépose un brevet pour un système permettant un « réglage angulaire facile de la charrue Melotte pour avoir un aplomb correct des versoirs pour toutes les profondeurs de labour ». En parallèle l'entreprise travaille sur nouvelle technique de fabrication de l'age en utilisant l'estampage industriel des aciers qu'il met deux ans à maîtriser en utilisant les machines modernes qui équipent l'usine. Le résultat est un age ayant une résistance équivalente au double de ceux de la concurrence. En 1922, cette pièce révolutionnaire est montée sur les anciennes charrues Huard type B et sur les nouveaux Huard type M. Pour impressionner les clients potentiels dans les foires et salons, l'age, décrit « estampé, nervuré et thermiqué », gravé « Éprouvé à ... kg », est présenté « suspendu à un portique, avec des poids accrochés à une de ses extrémités ».
En 1923, un stand « Charrues Huard » est installé dans le Grand-Palais à Paris, dans le cadre du deuxième salon de la machine agricole. Le 21 janvier, le Président de la République, Alexandre Millerand vient voir le stand, guidé par Coupan, directeur de la station d'essais de l'Institut Agronomique de France. Celui-ci lui présente : Désormeaux, administrateur commercial des « Établissements, actuellement les plus importants de France, pour  la construction des charrues brabants » et notamment « le nouvel âge estampé et nervuré qui constitue la plus importante innovation de ce salon ». Le 30 avril, le ministre de l'agriculture, Henry Chéron, vient à Rennes inaugurer la Foire-Exposition de la Bretagne et de l'Ouest. En arrivant devant le stand des Charrues Huard, il se souvient de l'intérêt du Président de la République à Paris et il ne manque pas de « renouveler ses plus sincères félicitations » à Jules Huard.
En 1926, la société produit environ 16 000 charrues, à brabant réversible, ce résultat est dû à la bonne image d'un matériel caractérisé par sa technicité et sa robustesse et à un marché en fort développement notamment du fait d'un important effort sur l'élevage en masse de chevaux de trait aux caractéristiques adéquates. S'ajoute également une production de 1 500 semoirs.

#### Autres innovations

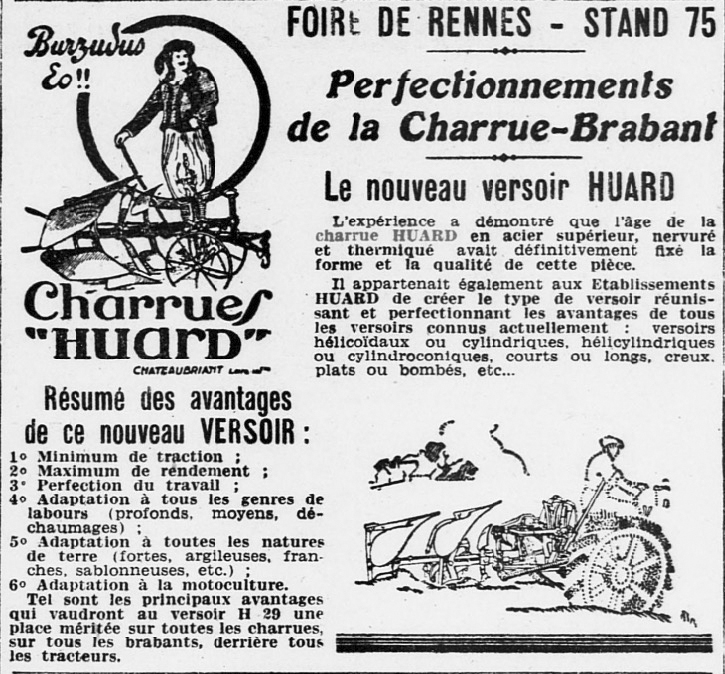
Publicité Huard en 1929.

Dès 1925, Jules Huard s'intéresse de plus près à l'adaptation de ces charrues à une traction motorisée. Le bureau d'étude de l'entreprise travaille sur un projet de charrue à relevage mécanique.

### Société anonyme des Établissements Huard (1933-1962)
Paul Huard (1901-1996), fils de Jules, prend la responsabilité de l'entreprise en 1933. En 1936, il embauche un jeune ingénieur de Paris, Juan-José Espana.
Les bâtiments de l'usine sont détruits en 1944, lors des bombardements de la ville et notamment de la gare dont elle est proche. Après la libération, Paul Huard, qui est en 1944 président de la Commission municipale, puis maire de la commune (il le restera jusqu'en 1959), s'occupe de la reconstruction de l'usine et de la remise en fonctionnement de l'entreprise.
En 1954, la société Huard fait une proposition de rachat à l'entreprise Kuhn, qui n'aboutit pas.
En 1956, Huard passe un accord avec les entreprises Carrière-Guyot, de Carcassonne, Fondeur, de Toulouse, et Viaud de Barbezieux, pour créer un groupement des  principaux producteurs de matériel aratoire de marque française, dénommé « Union Charrues ». L'objectif est notamment, d'arriver à une « spécialisation » de chacune des usines de production et d'avoir une commercialisation commune à l'export.

### Société anonyme Huard-UCF (1962-1987)

Logo de la société Huard-UCF dans les années 1960/70.

En 1962, quatre société fusionnent pour créer Huard-Union charrue France, dont la société Carrière-Guyot. En 1967, son chiffre d'affaires est de 62,7 millions de francs.
En 1969, un mécontentement prend de l'ampleur à la fonderie Huard, une filiale établie également à Châteaubriant. le 17 octobre les ouvriers se mettent en grève, les négociations échouent. Le directeur de la fonderie, Jacques Bardot, se retranche derrière le fait qu'il n'a pas la possibilité de prendre ces décisions puisqu'il dépend de sa maison mère. Le 23 octobre les ouvriers vont manifester devant l'usine de machines agricoles, ils obtiennent une entrevue avec le PDG du groupe, Juan-José Espana. La discussion s'éternisant sans résultats probants, au bout de trois heures les grévistes rentrent dans le hall et indiquent qu'ils ne quitteront ce lieu qu'avec un résultat. Espana répond qu'il se considère comme séquestré, ce que réfutent les syndicats. La situation dure, toutes les initiatives syndicales, y compris soutenues par l'inspection du travail, échouent. Les grévistes finissent par quitter les lieux le 25 octobre. Après d'autres négociations un compromis est accepté et le travail reprend, mais la direction porte plainte pour séquestration. Une enquête est diligentée et aboutit à un non-lieu.
En 1970, le volume des ventes de l'entreprise Huard est important : en France ce sont 21 500 machines, soit plus de la moitié du marché et à l'exportation le chiffre de 4 000 unités de charrues de motocultures fait toujours figurer Huard à la première place en Europe pour les charrues brabant. En 1971, Juan-José Espana est toujours le PDG du groupe, il dispose d'un directeur assistant : Jean Huard, fils de Paul Huard qui est président honoraire.
Huard-UCF, devient en 1980 le premier constructeur de charrues en Europe. L'année suivante, Gérard Hulsen est embauché au siège de Châteaubriant comme directeur général de la société. En 1983, la société Huard emploie un total de 1 440 salariés répartis sur plusieurs sites. Cette même année le machinisme agricole est en crise et Huard licencie la moitié de ses effectifs avec fermeture de sites. Le directeur général Gérard Hulsen quitte l'entreprise en 1986. En 1987, c'est Jean Huard qui s'occupe de la vente de la société Huard-UCF au groupe Kuhn.
La nouvelle filiale du groupe conserve la marque Huard jusqu'en 2000, année où les filiales Kuhn-Audureau, Kuhn-Huard et Kuhn-Nodet, commercialisent leurs produits sous la marque unique Kuhn.

## Famille Huard

### Arbre généalogique
- Jean-François Huard (1838-1899), marié le 21 juillet 1862 à Victorine Lefeuvre (1839-1918).
  - Jules Huard (1868-1933), marié le 21 juillet 1892 à Victorine Camus (1871-1960).
    - Paul Huard (1901-1996), marié le 1er mai 1928 à Germaine Courcoux (1906-2005).
      - Jean Huard, marié à B.G. de Linarès.

    - Jeanne Huard (1903-), mariée le 30 mai 1928 à Marcel Berger.
    - Émilienne Huard (1905-1991), mariée en avril 1926 à Gabriel Delatour (1902-1982).

  - François Huard (1873-1956), marié à le 21 novembre 1898 à M.-J. Hamon.

### Principaux membres
Les membres actifs dans l'histoire de l'entreprise Huard :
- Jean-François Huard : artisan fondateur, puis entrepreneur des premiers développements de l'entreprise.
- Jules Huard, fils ainé du fondateur : le leader pour passer de petite entreprise locale à une société internationale.
- Victorine Camus, femme de Jules : gère le commercial, dans les temps difficiles du début.
- François, dit Francis, Huard, fils cadet du fondateur : est toujours présent à côté de Jules.
- M.-J. Hamon, femme de François : gère la comptabilité, dans les temps difficiles du début.
- Paul Huard, fils de Jules, directeur et président en alternance avec Delatour.
- Gabriel Delatour, beau-frère de Paul, directeur et président en alternance avec Paul.
- Jean Huard, fils de Paul, directeur auprès du PDG Juan-José Espana, puis s'occupe de la vente de l'entreprise.

## Mémoire de l'entreprise Huard

### Association Huard Buzurdus
L'Association Huard Buzurdus est créée en 2005 pour faire revivre et conserver la mémoire de l'histoire de cette entreprise. Elle a entrepris des recherches scientifiques sur les volets « historique, technologique, économique et sociologique » du passé de cette épopée industrielle. Elle monte et présente des expositions temporaires et fait des publications de ses recherches.

### Maison Huard
Ce bâtiment était la maison du fondateur de l'entreprise, Jean-François Huard, qui l'a fait construire en 1869 à côté de ses ateliers. Vendue par son fils Jules Huard en 1907, lorsqu'il déplace l'entreprise dans un espace plus grand à côté de la gare de Châteaubriant. Rachetée par la Communauté de communes du Castelbriantais, elle est ensuite transférée à la Communauté de communes Châteaubriant-Derval qui a restauré le bâtiment et a signé une convention de partenariat avec l'association Huard Buzurdus le 19 décembre 2009.
Dans l'ancienne maison des patrons de l'entreprise, est installé un espace muséographique qui comprend une exposition permanente, des expositions temporaires et également un centre de recherche sur l'entreprise Huard et ses productions de 1863 à 1987.

### Publications
- Christian Bouvet, Catherine Ciron et Fernand Havard, Huard, l'aventure des apprentis, Châteaubriant, Association Huard Burzudus, 2007, 119 p. (ISBN 978-2-9528746-0-1, BNF 41057424).
- Christian Bouvet et Fernand Havard, Huard : la journée du cinquantenaire, 30 mai 1949, Châteaubriant, Association Huard Burzudus, 2011, 56 p. (ISBN 978-2-9528746-1-8, BNF 42505468).
- Christian Bouvet et Fernand Havard, Huard : les sorties annuelles vers 1950-1978, Châteaubriant, Association Huard Burzudus, 2012, 56 p. (ISBN 978-2-9528746-2-5, BNF 43501399).
- Christian Bouvet, Jules Huard 1868-1933, Châteaubriant, Association Huard Burzudus, 2016, 192 p. (ISBN 978-2-9528746-3-2, BNF 45172904).

### Archives
La Cinémathèque de Bretagne crée en 2014 un Fonds Huard pour y mettre le dépôt, fait par l'association Huard-Burzudus, de bobinos 16 mm représentant 1 000 m de pellicule de films de l'entreprise Huard : principalement des films publicitaires sur les machines agricoles mais également des films sur le personnel dans le cadre d'activités du comité d'entreprise.